# Конрадов дисконтинуитет
Конрадов дисконтинуитет је назив за границу између горњег и доњег слоја Земљине коре. Земљина кора може може имати дебљину до 80 км и састоји се од два слоја, различитог састава и густине. Горњи слој чине углавном (90%) магматске и седиментне стене. Доњи слој је гушћи и изграђен је од високометаморфисаних и дехидратисаних метаморфних стена.